# Most Requested Hits
Most Requested Hits è un album di raccolta del cantante statunitense Aaron Carter, pubblicato nel 2003.

## Tracce
1. Aaron's Party (Come Get It)
2. I Want Candy
3. That's How I Beat Shaq
4. Oh Aaron
5. Not Too Young, Not Too Old
6. I'm All About You
7. Leave It Up to Me
8. Another Earthquake
9. To All the Girls
10. Summertime (featuring Baha Men)
11. Do You Remember
12. America A O
13. She Wants Me
14. One Better
15. My Shorty
16. One Better (Remix)